# Közönséges rablópille
A közönséges rablópille (Libelloides longicornis) a rovarok (Insecta) osztályának az recésszárnyú fátyolkák (Neuroptera) rendjébe, ezen belül a rablópillék (Ascalaphidae) családjába tartozó faj.

## Előfordulása
A faj elterjedése Európa néhány „meleg szigetére” korlátozódik. Közép-Európában a Kaiserstuhlon és a Fertő tónál fordul elő.

## Megjelenése
Három centiméter hosszú, szárnyainak fesztávolsága 5 centiméter. Szárnya háromszög alakú, átlátszó, barnássárga rajzolattal. A hozzá hasonló szitakötő-rablópillétől (Libelloides coccajus) a hátulsó szárnyon levő sárgás folt körül elhelyezkedő félhold alakú, fekete folt különbözteti meg, amely a szitakötő-rablópillnél hiányzik.

## Életmódja
A közönséges rablópille nappal tevékenykedik. Mind a lárva, mind a kifejlett rovar ragadozó életmódot folytat, táplálékukat ízeltlábúak, elsősorban rovarok alkotják.

## Szaporodása
A közönséges rablópilléknél a párosodás repülés közben zajlik le. A hím vad üldözés után ragadja meg a nőstényt. Utóbbi a petéit növények szárára kettős sorokban rakja le. Két-három hét múlva kelnek ki a kis lárvák, amelyek mohák között vagy kövek alatt lesnek zsákmányukra. Apró hangyalesőre hasonlítanak, tölcsért azonban nem készítenek. Kokonban bábozódnak be, amely növényszáron függ. A bábállapot mintegy 3 hétig tart. A teljes fejlődési idő legkevesebb 2 év.